# Liste der Kardinalpriester von San Bartolomeo all’Isola

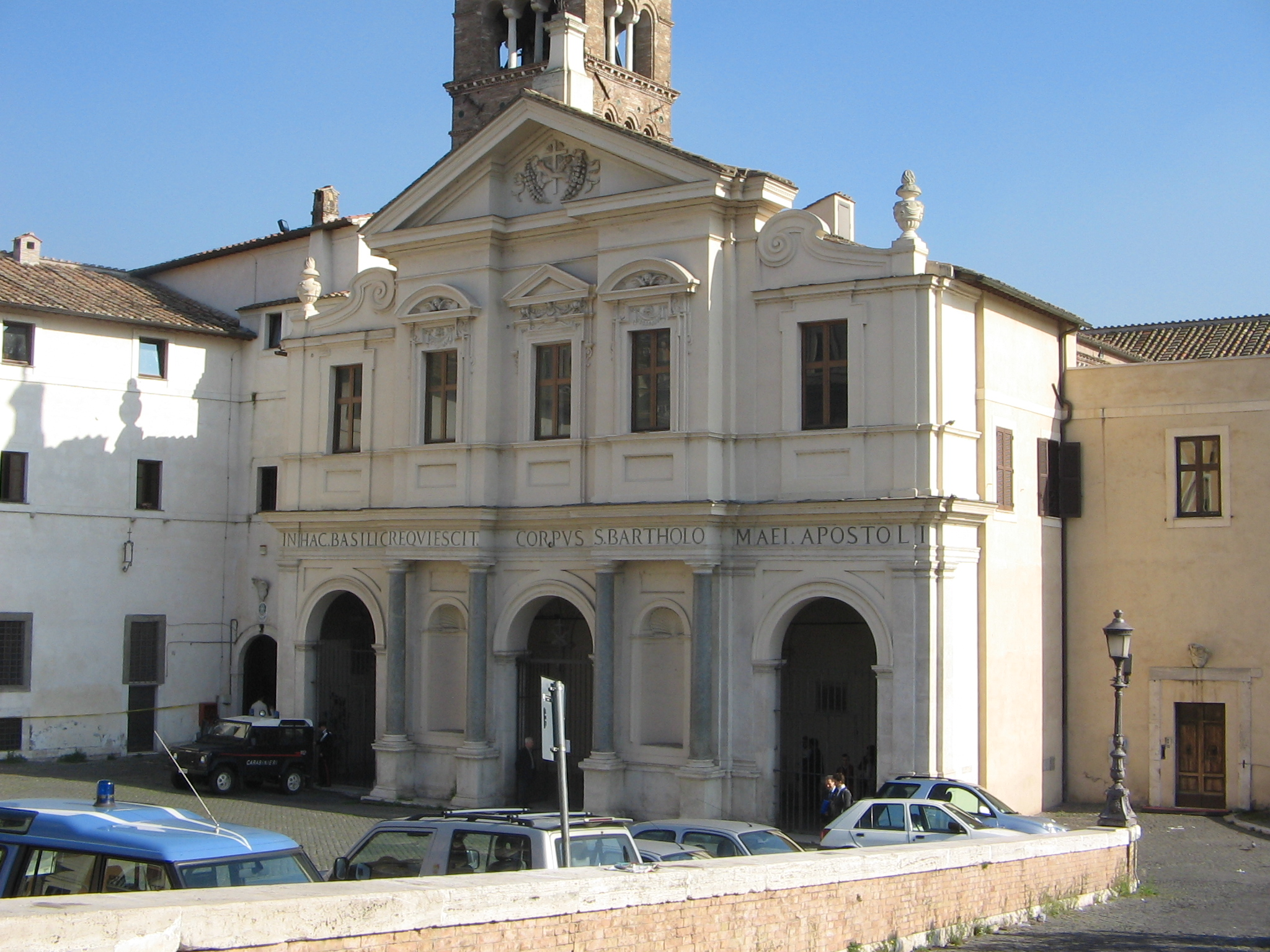
San Bartolomeo all’Isola

Folgende Kardinäle waren Kardinalpriester von San Bartolomeo all’Isola:
- Aegidius de Viterbo OESA (1517)
- Domenico Giacobazzi  (1517–1519)
- vakant (1519–1533)
- Jean Le Veneur (1533–1543)
- Jacques d’Annebaut (1547–1548)
- Bartolomé de la Cueva de Albuquerque (1551–1555)
- Fulvio della Cornea Malteserorden (1555–1557)
- vakant (1557–1562)
- Antoine Perrenot de Granvelle (1562–1568)
- Diego Espinosa (1568)
- Giulio Antonio Santorio (1570–1595)
- Francesco Maria Tarugi Or. (1596–1602)
- Filippo Spinelli (1604–1608)
- Michelangelo Tonti (1608–1621)
- Gabriel Trejo y Paniagua (1621–1630)
- Agustín Spínola Basadone (1631–1649)
- vakant (1649–1654)
- Ottavio Acquaviva d’Aragona der Jüngere (1654–1658)
- vakant (1658–1670)
- Francesco Nerli senior (1670)
- Johann Eberhard Graf Neidhardt SJ (1672–1679)
- vakant (1679–1696)
- Giovanni Giacomo Cavallerini (1696–1699)
- Niccolò Radulovich (1700–1702)
- vakant (1702–1707)
- Francesco Acquaviva (1707–1709)
- vakant (1709–1721)
- Alvaro Cienfuegos SJ (1721–1739)
- vakant (1739–1782)
- József Batthyány (1782–1799)
- vakant (1799–1803)
- Pietro Francesco Galeffi (1803–1820)
- Bonaventura Gazzola OFM (1824–1832)
- Engelbert Sterckx (1838–1867)
- vakant (1867–1874)
- János Simor (1874–1891)
- Mario Mocenni (1893–1894)
- Egidio Mauri OP (1894–1895)
- Johann Evangelist Haller (1896–1900)
- Bartolomeo Bacilieri (1901–1923)
- Enrico Gasparri (1925–1933)
- Carlo Salotti (1936–1939)
- Grégoire-Pierre Agagianian (1946–1970)
- Aníbal Muñoz Duque (1973–1987)
- Mario Revollo Bravo (1988–1995)
- Francis Eugene George OMI (1998–2015)
- Blase Joseph Cupich (seit 2016)